# ホーボーケン駅
ホーボーケン駅（Hoboken Terminal）は、アメリカ合衆国のニュージャージー州ホーボーケンにあるニューヨーク都市圏の主要ターミナル駅。ニュージャージー・トランジットによる運営で、同社の近郊鉄道のうち9路線が発着する。ほかメトロノース鉄道の1路線、ライトレール、バス、フェリーが接続する交通結節点として、またハドソン川を挟んだ対岸のマンハッタンへの玄関口として機能している。

## 歴史
1907年にデラウェア・ラッカワナ・アンド・ウェスタン鉄道のターミナル駅として建設された。ウォーターフロントはフェリー乗り場となっている。

## 路線
NJトランジット近郊鉄道
- 本線 Main Line (NJ Transit)
- バーゲン郡線 Bergen County Line
- パスカック・バレー線 Pascack Valley Line
- モントクレアー・ブーントン線 Montclair-Boonton Line
- モリス&エセックス線 Morris & Essex Lines
  - モリスタウン線 Morristown Line
  - グラッドストーン線 Gladstone Branch

NJトランジット・バス
- 22、64、68、85、87、89、126

港湾公社ハドソン川横断線（パストレイン、PATH）
- PATH ホーボーケン - 33丁目線　（平日）
- PATH ホーボーケン - ワールド・トレード・センター線　（平日）
- PATH ジャーナル・スクエア - 33丁目線（ホーボーケン経由）　（休日）

ハドソン-バーゲン・ライトレール

## ギャラリー

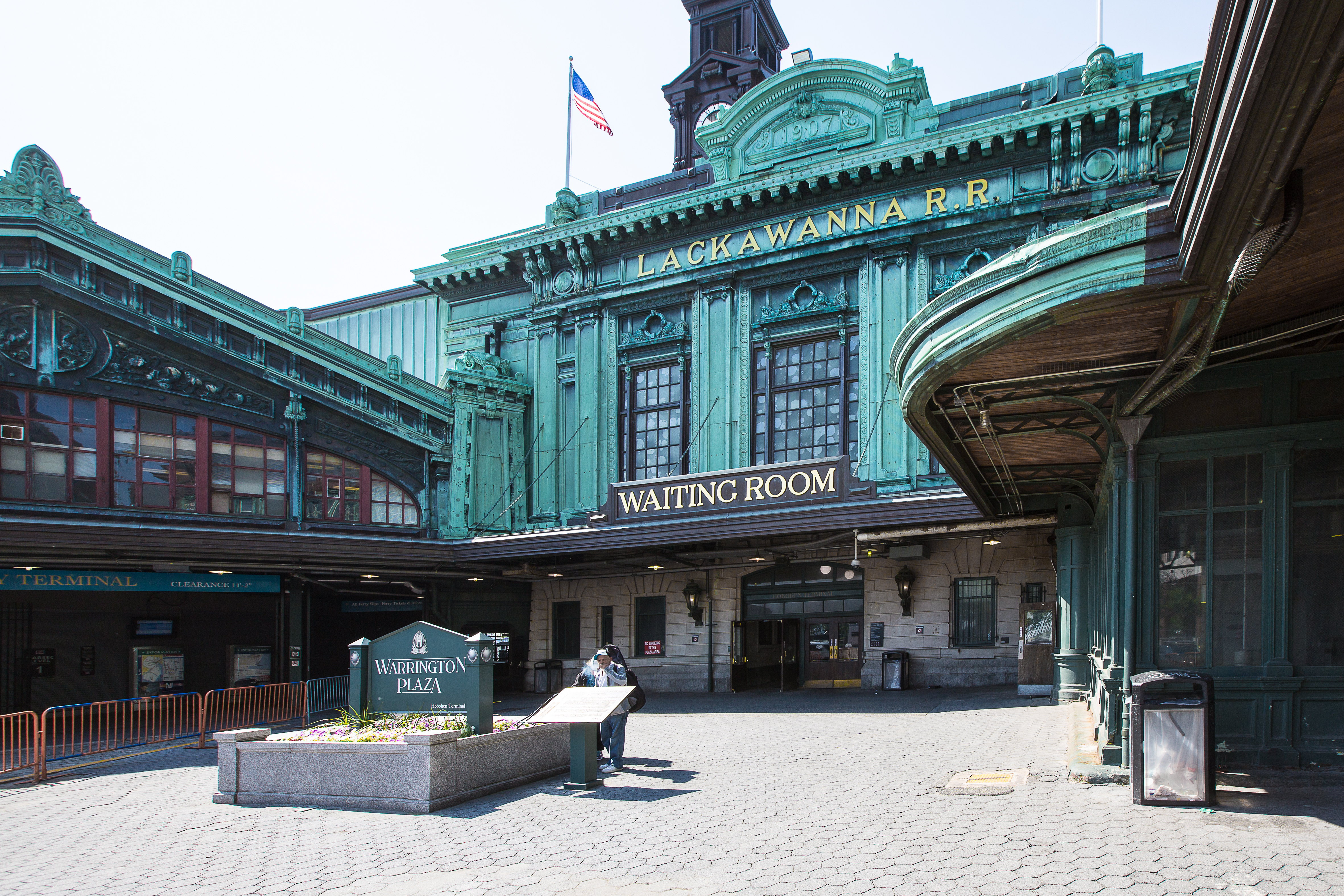
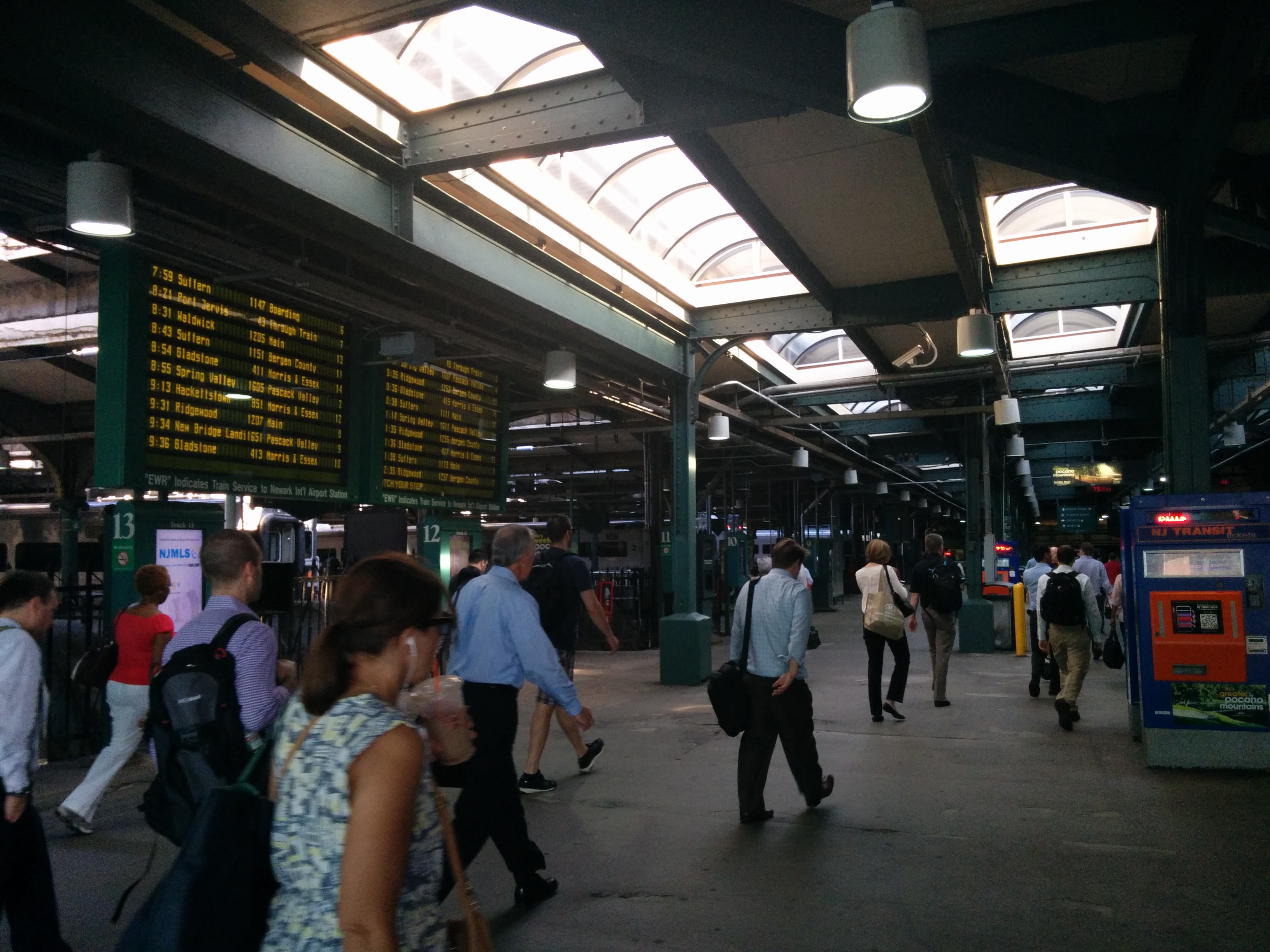
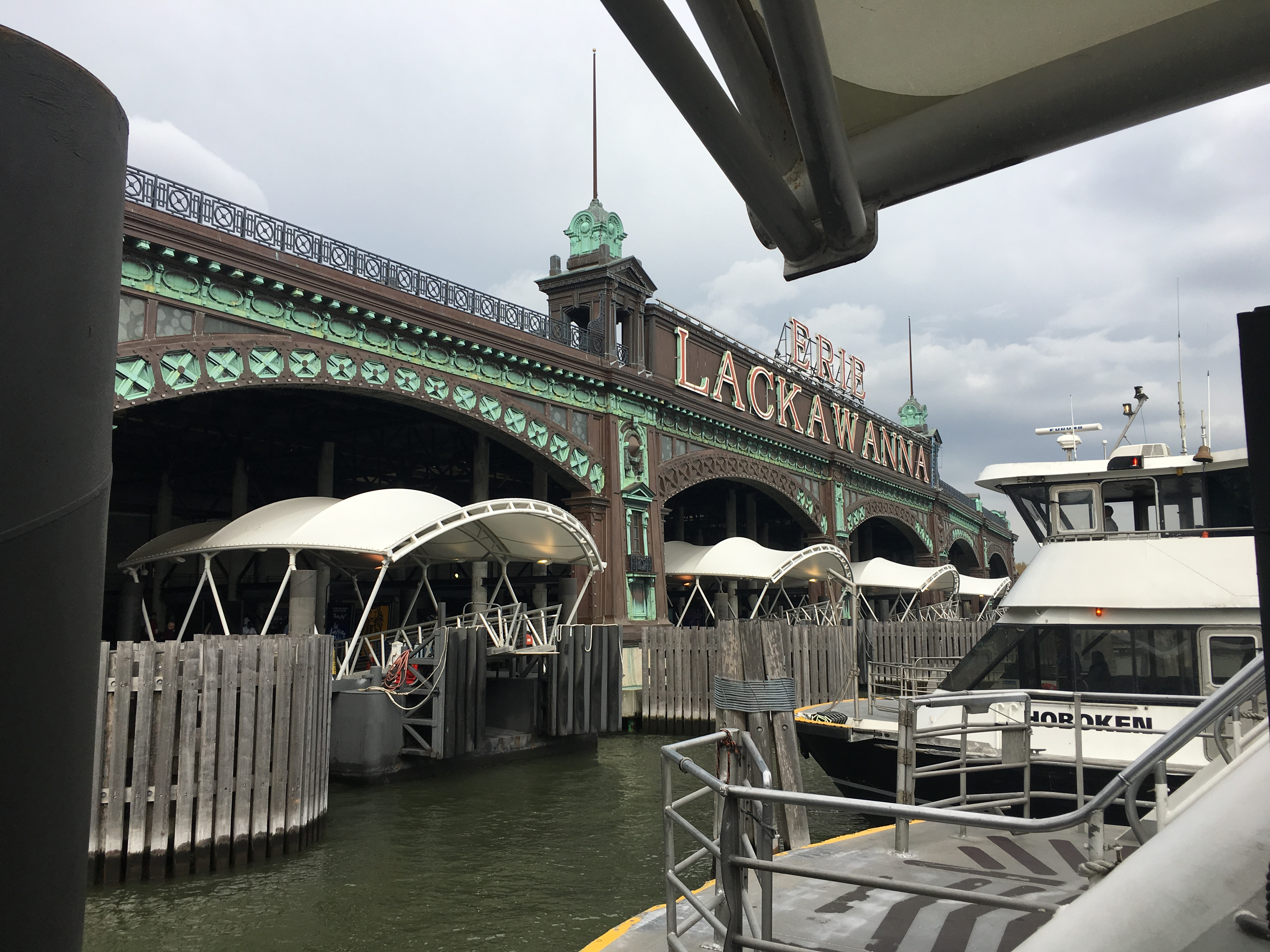